# Quartus II
Quartus II es una herramienta de software producida por Altera para el análisis y la síntesis de diseños realizados en HDL.
Quartus II permite al desarrollador compilar sus diseños, realizar análisis temporales, examinar diagramas RTL y configurar el dispositivo de destino con el programador.

Con el programa de diseño Quartus ® II los diseñadores pueden usar los dispositivos HardCopy Stratix de manera que puede prever y verificar su rendimiento, el cual resulta en promedio un 1050 por ciento más rápido que su FPGA equivalente. Además, en el flujo de diseño del HardCopy Stratix, Quartus II incluye una serie de utilidades que reducen el tiempo de diseño. Como contraste adicional el bajo precio del Quartus II en comparación con otras herramientas de diseño de ASIC.

## Quartus II Edición Web
La Edición Web es una versión gratuita de Quartus II que puede ser descargada o enviada gratuitamente por correo.
Esta edición permite la compilación y la programación de un número limitado de dispositivos Altera. 
La familia de FPGAs de bajo coste Cyclone, está soportada por esta edición, por lo que los pequeños desarrolladores y desarrolladoras no tendrán problemas por el coste del desarrollo de software.
Se requiere un registro de licencia para utilizar la Edición Web de Quartus II, la cual es gratuita y puede ser renovada ilimitadamente o de pago.

## Edición de Suscripción de Quartus II
La Edición de Suscripción de Quartus II también está disponible para ser descargada gratuitamente, pero se debe pagar una licencia para utilizar todas las funciones de la aplicación. Se puede utilizar la licencia gratuita de la Edición Web en esta edición, restringiendo el número de dispositivos que pueden ser utilizados con la aplicación.